# Константинов, Алеко
Алеко Иваницов Константинов (1 [13] января 1863, Свиштов — 11 [23] мая 1897, Радилово) — болгарский писатель и поэт, журналист, общественный деятель, юрист.

## Биография

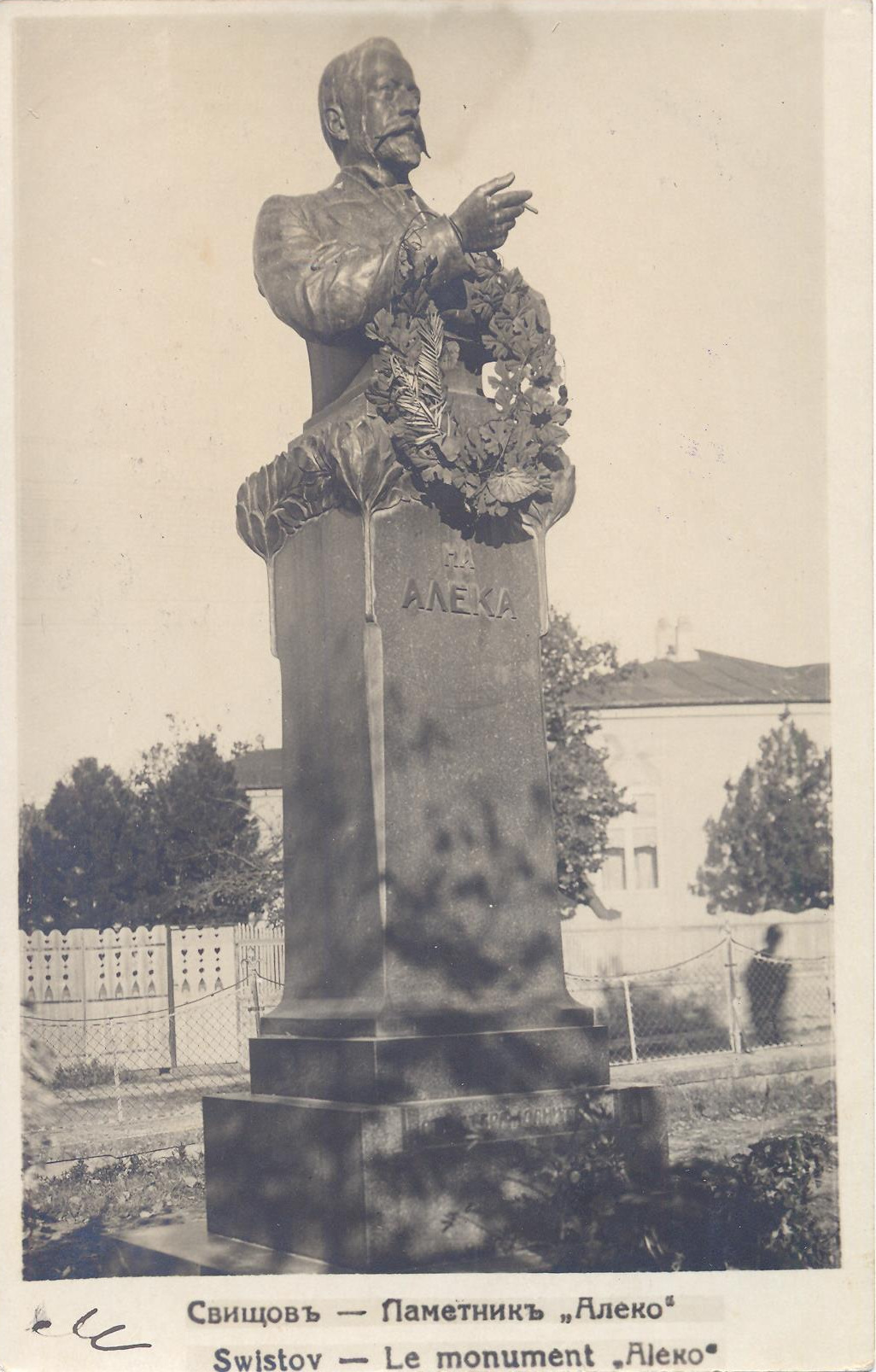
Памятник Алеко Константинова в Свиштове скульптора Ж. Спиридонова. 1927 г.

Отцом Алеко Константинова был видный свиштовский торговец Иваница Хаджиконстантинов, а по материнской линии он происходил из известного видинского рода Шишмановых. Начальное образование получил с помощью частных учителей Эммануила Васкидовича и Янко Мустакова. В 1872—1874 годах учился в свиштовском училище, а в 1874—1877 — в Априловской гимназии в Габрове. В 1877 году служил писарем в канцелярии свиштовского губернатора Марко Балабанова. Затем уехал учиться в Николаев, где в 1881 году закончил Южнославянский пансион Ф. Н. Минкова. В 1885 году окончил юридический факультет Новороссийского университета.
Во время пребывания в Южнославянском пансионе появились первые напечатанные произведения Константинова — стихотворения «Зеркало» (1880) и «За что?» (1881), отосланные им в Болгарию и опубликованные в газетах «Целокупна България» и «Свободна България». В них он не скрывал своего отношения к политической ситуации в Болгарии и указывал на социальные пороки. Реакцией на конкретные политические события явилась написанная в Одессе поэма «Песня о Слобод-Маджаре и Пламен-Тене» (1883).
После возвращения в Болгарию работал судьей (1885—1886) и прокурором (1886) Софийского окружного суда, помощником прокурора (1886—1888) и судьей (1890—1892) Софийского апелляционного суда. Дважды подвергался увольнению по политическим мотивам. С 1892 года занимался частной адвокатской практикой.
В 1896 году служил юрисконсультом Софийского городского управления. В том же году защитил диссертацию на тему «Право на помилование согласно новому Уголовному кодексу» и стал преподавать уголовное и гражданское право на юридическом факультете Софийского университета. Посещал Всемирную выставку в Париже (1889), Юбилейную международную выставку в Праге (1891) и Колумбовскую выставку в Чикаго (1893).
Под впечатлением его рассказов об Америке друзья убедили Константинова написать о своем путешествии. В том же году была написана книга «До Чикаго и обратно», в следующем году вышедшая отдельным изданием. «До Чикаго и обратно» стала первой национальной книгой о путешествии за пределы Болгарии, отразив при этом авторское отношение к болгарской и заграничной действительности и принеся Константинову известность.
Позже Константинов прославлял красоту и величие болгарской природы в путевых заметках «Невероятно, но факт…», «В болгарской Швейцарии» и других. Заметки несут в себе черты как фельетона, так и репортажа, остро критикуя бытовые неурядицы и общественные проблемы, — при этом призывая к сплочению нации и воспитанию национального достоинства.
Самым известным произведением Константинова стала книга «Бай Ганю» с подзаголовком «Невероятные рассказы об одном современном болгарине». В сущности, это небольшие юмористические рассказы об одном лице, но построенные таким образом, что каждый из рассказов, написанных в форме анекдота, раскрывает одну из черт главного героя бай Ганю: его необразованность, бесцеремонность, самодовольство, стремление к наживе. Во второй же части книги, «Бай Ганю возвратился из Европы», преобладает острая политическая сатира. Выйдя отдельным изданием в 1895 году, книга имела огромный успех. До сих пор она является одной из популярнейших в болгарской литературе, а имя бай Ганю стало нарицательным.
Также известен как фельетонист. Ещё учась в Николаеве, Константинов писал юмористические фельетоны о текущих событиях, а к концу своей жизни он создал около 40 фельетонов, основными темами которых являлись нарушения избирательного права, поведение министров, депутатов и монарха, наболевшие общественные проблемы.
Перевёл произведения А. С. Пушкина («Бахчисарайский фонтан», «Полтава», «Цыганы»), М. Ю. Лермонтова («Демон», «Беглец»), Н. А. Некрасова («Русские женщины», «Железная дорога»), Мольера («Тартюф»), Ф. Коппе («Отче наш») и других. Произведения самого Константинова были переведены почти на 30 языков. Первые переводы вышли в конце XIX (эстонский, русский, сербский) и начале XX века (немецкий, польский, французский, чешский и другие языки).
Чаще всего писал под псевдонимом «Счастливец». Другие его псевдонимы — «Башибузук», «Беню Наков», «Евстафий Хаджибалканский», «Член клуба Морального влияния» и «Великий».

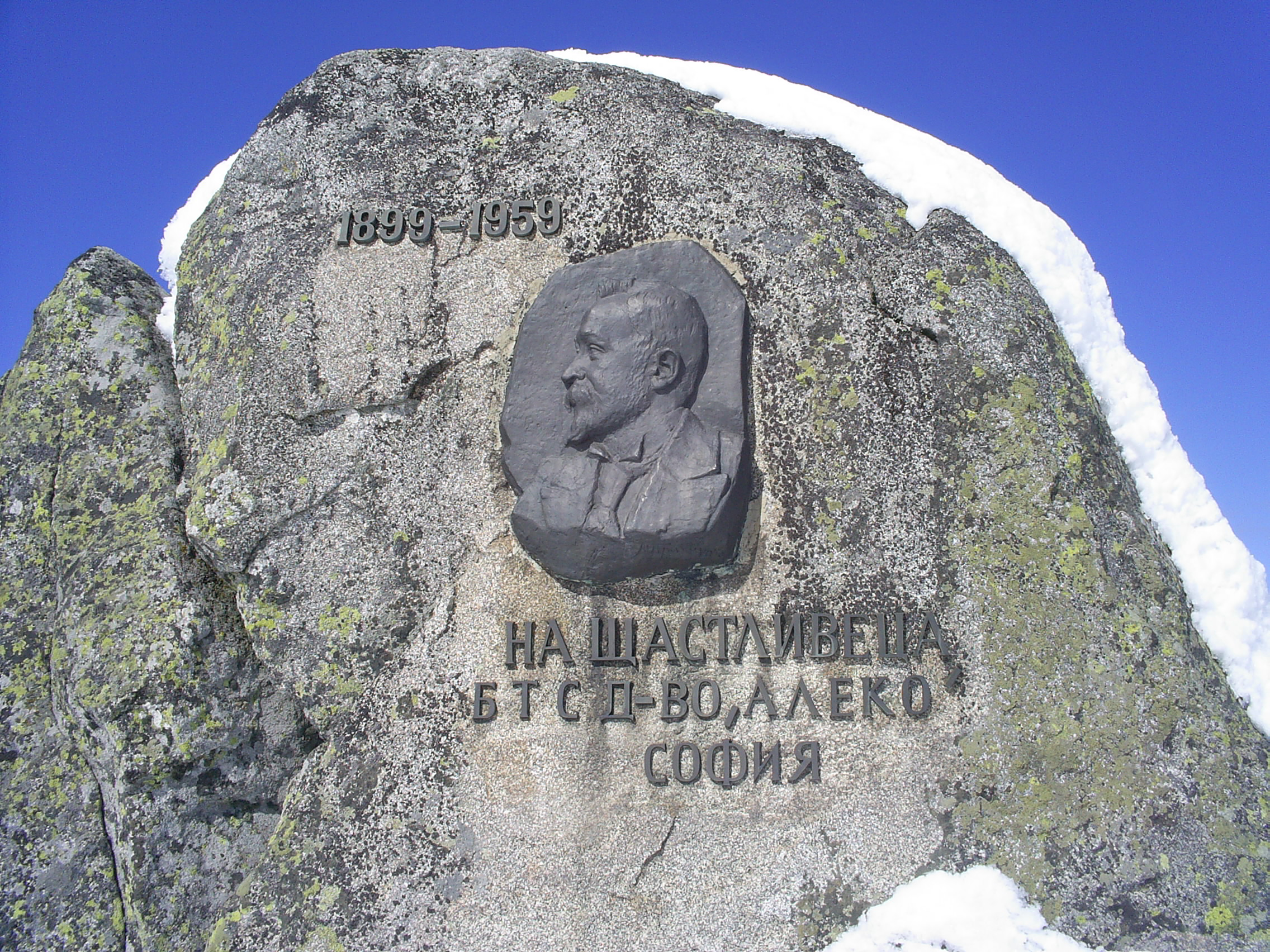
Памятник Константинову на Черни-Врыхе

Вёл активную общественную деятельность. Являлся школьным попечителем, членом Верховного македонско-одринского комитета, попечительского совета общества «Славянская беседа», Болгарского союза народного образования, Комиссии по поддержке национальной промышленности, Союза поддержки искусства, Музыкального общества и Театрального комитета. По его инициативе был создан Болгарский союз туристов (подъём на гору Черни-Врых 27 августа 1895 года считается датой рождения организованного туризма в Болгарии).
Ещё будучи студентом, Константинов стал сторонником Петко Каравелова, сотрудничая в его журнале «Библиотека „Свети Климент“». Позже вступил в возглавляемую Каравеловым Демократическую партию, участвовал в разработке её программы, и с момента создания партийного органа «Знаме» (1894) печатал в нём фельетоны, путевые заметки, репортажи и статьи.
Константинов был убит выстрелом из винтовки во время неудачного покушения на своего однопартийца Михаила Такева. Покушение было осуществлено из засады на дороге близ села Радилово. По мнению Такева, причиной покушения стали мелкие политические дрязги по личным мотивам между жителями Радилова и Пазарджика.

## Память
В честь Константинова названы:
- скала Алеко на острове Ливингстон[3];
- пик Алеко массива Рила;
- туристическая база «Алеко» на Витоше;
- село Алеко-Константиново;
- Государственный театр сатиры имени Алеко Константинова в Софии

Портрет Константинова помещен на банкноту достоинством 100 левов образца 2003 года.